# Arc de Triomf metróállomás
Arc de Triomf egy föld alatti vasútállomás Spanyolországban, Barcelonában. Az állomást a barcelonai elővárosi járatok érintik, de itt található a barcelonai metró 1-es vonalának azonos nevű metróállomása is.

## Nevezetességek az állomás közelében
- Barcelonai Állatkert

## Metróvonalak
Az állomást az alábbi elővárosi járatok és metróvonalak érintik:
- Barcelona-Manresa-Lleida-Almacelles-vasútvonal

## Kapcsolódó állomások
Az állomáshoz az alábbi állomások vannak a legközelebb:
- Estación de Clot-Aragón/Clot (Maçanet-Massanes vasútállomás, Rodalies Barcelona 1-es vonal)
- Barcelona-Plaça de Catalunya (Estación de Molins de Rey, Rodalies Barcelona 1-es vonal)
- La Sagrera - Meridiana station (Estación de Puigcerdá, Rodalies Barcelona 3-as vonal)
- Barcelona-Plaça de Catalunya (Rambla Just Oliveras, Rodalies Barcelona 3-as vonal)
- La Sagrera - Meridiana station (Estación de Manresa, Rodalies Barcelona 4-es vonal)
- Barcelona-Plaça de Catalunya (Estació de Sant Vicenç de Calders, Rodalies Barcelona 4-es vonal)
- Estación de Clot-Aragón/Clot (Portbou vasútállomás, Línea 1)
- Barcelona-Plaça de Catalunya (Rambla Just Oliveras, Línea 1)